# نتروحلزونية
نتروحلزونية (بالإنجليزية: Nitrospira)‏ هي جنس من البكتيريا من عائلة نتروحلزونيات، العضو الأول في هذا الجنس تم اكتشافه في عام 1985 هو النتروحلزونية البحرية. العضو الثاني كان نتروحلزونية موسكوية تم اكتشافها في عام 1995.

## أصل التسمية
اسم الجنس مشتق من السابقة Nitro وهي من نتريت و spira وتعني لفافية أو حلزونية أو لولبية وهي مستوحات من شكل الميكروب.